# Роберто Брунамонті
Роберто Брунамонті (італ. Roberto Brunamonti, 14 квітня 1959) — італійський баскетболіст.
Срібний призер Олімпійських Ігор 1980 року, учасник 1984 року.
Чемпіон Європи 1983 року, срібний призер 1991 року, бронзовий призер 1985 року.